# 疾風號列車
「疾風」（日语： Hayate */?）是一種在東日本旅客鐵道（JR東日本）東北新幹線及北海道旅客鐵道（JR北海道）運行的特別急行列車（特急列車）班次的名稱。「疾風」是東北新幹線盛岡至八戶的路段在2002年12月1日開業時所增設的班次，並於2016年3月26日延伸至北海道新幹線新函館北斗。，曾經是東北新幹線中唯一行駛盛岡至八戶路段的班次。2010年末隨東北新幹線伸延至新青森，部份班次轉為隼號列車，班次亦逐步減少，目前僅剩盛岡及新青森～新函館北斗間各1往返的列車仍使用「疾風」號名稱。

## 名稱由來
和其他大部分列車名稱一樣，JR東日本在2002年4月為此班次和連接八戶和函館的特急班次向公眾公開招募列車名稱。最終，獲最多人提名的兩個名稱分別為「陸奧」和「津輕」，而「疾風」只排名19位。但和東海道新幹線的列車命名一樣，經討論後最終JR東日本採用「疾風」的命名。除了顯示列車的速度，更希望能顯示一種嶄新的風格。至於同時公開招募名稱的特急班次，來往八戶和函館的特急班次被命名為「白鳥」，而來往八戶和青森、弘前的特急班次則被命名為「津輕」。

## 歷史
- 2002年12月1日：東北新幹線盛岡至八戶路段開業時開設。
- 2003年：增加盛岡至八戶的「疾風271號」班次。
- 2005年12月10日：訂正時刻表，正式服務東北新幹線全線。自此「疾風」取代「山彥」，成為東北新幹線行車速度最高的列車班次。
- 2007年3月18日：按法例規定，所有車廂禁煙。
- 2007年8月15日：增開由仙台開出的「疾風332號」臨時班次，是「疾風」開業以來首班由仙台開出的上行列車。
- 2007年12月1日：增開東京至仙台的「疾風305號」臨時班次，是2005年宮城縣南部地震的特例以來首班以仙台為終點站的下行列車。
- 2008年3月15日：增加仙台至東京的「疾風100號」班次，但暫停一班自盛岡開出的班次。
- 2010年12月4日：延長營運區間至新青森。每日定期來往東京及新青森有15往復。
- 2011年11月19日：E5系列車開始營運疾風號。2往復東京至新青森及1往復東京至盛岡改以E5系列車營運（部分連結E3系小町號列車運行）。
- 2012年3月17日：訂正時刻表，來往東京及新青森有15往復中，其中7往復以E5系列車營運。
- 2013年3月16日：訂正時刻表，所有由新青森站始發的列車，全部改為E5系。部分最快速的班次昇格為「隼」號列車。而設定為「疾風」號列車的E5系列車，特等車廂將不設車廂服務員服務，並且改沿用綠色車廂的附加費用。
- 2013年9月28日：訂正時刻表，更多列車改為「隼」號，並由開始引入E6系列車。E2系及E3系0番台定期併結列車終止。
- 2014年3月15日：訂正時刻表，將所有服務東京～新青森之間的列車統一稱為「隼」號列車，「疾風」號列車班次大幅減少，定期班次只剩下每日1來回盛岡～新青森區間（但不停岩手沼宮內），及3.5來回東京～盛岡間（仙台以北為各站停車），並不再與小町號列車併結。
- 2016年3月26日：北海道新幹線開業，本列車服務延伸至新函館北斗。
- 2019年3月16日：訂正時刻表，「疾風」號列車完全退出東北新幹線盛岡以南，僅剩盛岡~新函館北斗間及新青森~新函館北斗間各1班車往返。

## 停靠車站列表
| 列車編號  | 運行班次數＼車站 | 盛岡站 | 岩手沼宮內站 | 二戶站 | 八戶站 | 七戶十和田站 | 新青森站 | 奧津輕今別站 | 木古内站 | 新函館北斗站 | 備註 |
| --------- | ---------------- | ------ | ------------ | ------ | ------ | ------------ | -------- | ------------ | -------- | ------------ | ---- |
| 91、100號 | 下行1班／上行1班 |        |              |        |        |              | ●        | ●            | ●        | ●            |      |
| 93、98號  | 下行1班／上行1班 | ●      | －           | ●      | ●      | ●            | ●        | ●            | ●        | ●            |      |

- ● - 停靠
- － - 通過

## 所需時間
以2011年3月5日起使用的時間表為準
- 東京－仙台：最快1小時36分鐘（12號，不停上野），平均1小時40～45分鐘
- 東京－盛岡：最快2小時21分鐘（12號，不停上野），平均2小時25～30分鐘
- 東京－新青森：最快3小時33分鐘（36號，不停八戶），平均3小時35分鐘～3小時55分鐘

## 使用車輛

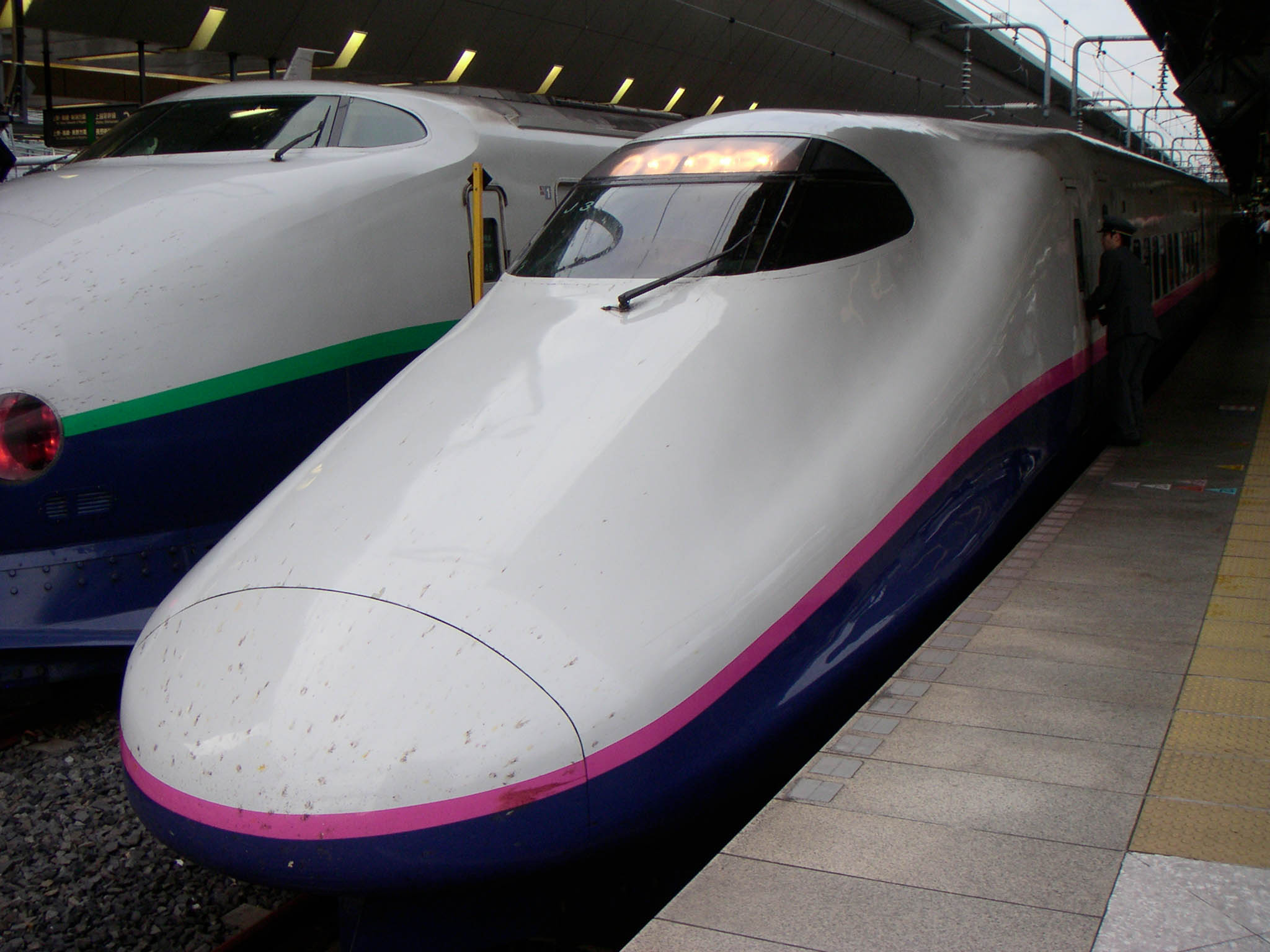
在東京站的疾風（E2系）

目前僅使用10輛編成的E5系，以前曾使用10輛編成的E2系（0番台和1000番台）。不論採用E2或E5系列車，「疾風」在宇都宮至盛岡路段的營運速度高達275km/h，但臨時班次則因仙台以南路段的班次較密，最高只能以240km/h行駛，而不會採用最高速度320km/h速度行走，这與E3系連結時所使用的行駛速度相近。
列車編成
- 全車禁煙
- 綠色車廂（對號座位）
  - 獨自行駛：1列
  - 乘務員會向乘客派發毛巾和飲品
- 普通車廂
  - 自東京開出的E2班次：1－5號車廂為自由座位，其他為對號座位
  - 自東京開出的E5班次：全為對號座位
  - 自盛岡開出的班次：全自由座位（特例）
- 特等車廂（只限E5系）
  - 獨自行駛：1列
  - 乘務員會向乘客派發毛巾和飲品，而且會對有需要的乘客會提供調節座椅等服務，但早上區間班次則沒有此服務，車廂會上鎖。

E5系
| 東京方向← | 東京方向← | 東京方向← | 東京方向← | 東京方向← | →盛岡、新青森方向 | →盛岡、新青森方向 | →盛岡、新青森方向 | →盛岡、新青森方向 | →盛岡、新青森方向 |
| --------- | --------- | --------- | --------- | --------- | ----------------- | ----------------- | ----------------- | ----------------- | ----------------- |
| 1 指      | 2 指      | 3 指      | 4 指      | 5 指      | 6 指              | 7 指              | 8 指              | 9 指              | 10 指             |

E2系
| 東京方向← | 東京方向← | 東京方向← | 東京方向← | 東京方向← | →盛岡、新青森方向 | →盛岡、新青森方向 | →盛岡、新青森方向 | →盛岡、新青森方向 | →盛岡、新青森方向 |
| --------- | --------- | --------- | --------- | --------- | ----------------- | ----------------- | ----------------- | ----------------- | ----------------- |
| 1 自      | 2 自      | 3 自      | 4 自      | 5 自      | 6 指              | 7 指              | 8 指              | 9 指              | 10 指             |

- 全列車為禁煙

圖例
- 藍色■邊框=E2系「疾風」　深绿色■邊框=E5系「疾風」
- 黄色■背景＝特等車廂　　浅綠色■背景＝綠色車廂　　白色背景＝普通車廂
- 指＝對號座位　自＝自由座席

## 外部連結
- E5系：JR東日本 （页面存档备份，存于） - 東日本旅客鉄道
- はやぶさ・はやて（北海道・東北新幹線H5系）｜列車ガイド（列車編成・設備など）｜駅・鉄道・旅行｜JR北海道- Hokkaido Railway Company （页面存档备份，存于） - 北海道旅客鉄道